# Phillipsburg (Kansas)
Pour les articles homonymes, voir Phillipsburg.
La ville de Phillipsburg est le siège du comté de Phillips, situé dans le Kansas, aux États-Unis.

## Personnalités liées
- Nelson B. McCormick (1847-1914), membre de la Chambre des représentants des États-Unis pour l’État du Kansas.